# サッカーコートジボワール女子代表
サッカーコートジボワール女子代表（サッカーコートジボワールじょしだいひょう）は、コートジボワールサッカー連盟(フランス語: Fédération Ivoirienne de Football, 略称：FIF)によって編成されるコートジボワールの女子サッカーナショナルチームである。アフリカサッカー連盟(CAF)に所属している。1988年に中国で開催された1988 FIFA女子招待トーナメントに向けて代表チームが結成された。アフリカの女子サッカー選手権であるアフリカ女子選手権に出場している。
女子ワールドカップは2015年大会で初めて本大会出場権を獲得した。オリンピック出場は2016年大会現在まだない。

## ワールドカップの成績
- 1991 - 不参加
- 1995 - 不参加
- 1999 - 不参加
- 2003 - 予選敗退
- 2007 - 予選敗退
- 2011 - 予選敗退
- 2015 - グループリーグ敗退
- 2019 - 予選敗退

## オリンピックの成績
- 1996 - 不参加
- 2000 - 不参加
- 2004 - 不参加
- 2008 - 予選敗退
- 2012 - 予選敗退
- 2016 - 予選敗退

## アフリカ女子選手権の成績
- 1991 - 不参加
- 1995 - 不参加
- 1998 - 不参加
- 2000 - 不参加
- 2002 - 予選敗退
- 2004 - 不参加
- 2006 - 予選敗退
- 2008 - 予選敗退
- 2010 - 予選敗退
- 2012 - グループリーグ敗退
- 2014 - 3位
- 2016 - 予選敗退
- 2018 - 予選敗退

## FIFAランキング
- 初登場 - 72位(2007年9月)
- 最高順位 - 67位(2012年6月)
- 最低順位 - 136位(2011年12月)